# Jewna von Polozk
Jewna von Polozk (belarussisch Еўна, litauisch Jaunė) († um 1344) war eine Tochter des Fürsten Iwan von Polozk und eine Ehefrau von Gediminas, Großfürst von Litauen.

## Leben
Sie war die Mutter von Jaunutis, dem folgenden Großfürsten von Litauen.
Es ist nicht klar, welche der anderen Söhne und Töchter von Gediminas auch ihre Kinder waren.
Jaunutis war ein jüngerer Sohn von Gediminas, deshalb spricht seine Wahl zum neuen Großfürsten dafür, dass seine Mutter Jewna eine spätere Ehefrau gewesen sein muss. 
Die Chronik von Bychowiec erwähnt drei Frauen von Gediminas: Vida aus Kurland, Olga aus Smolensk und Jewna. Diese Nachricht ist aus dem 16. Jahrhundert und unsicher.
Nur Jewna wird auch noch an anderer Stelle erwähnt.
Einige moderne Historiker meinen, dass Gediminas zwei Frauen hatte: Eine einheimische heidnische Adlige, und Jewna, eine orthodoxe Christin. 
Der Historiker Stephen Christopher Rowell behauptet sogar, Gediminas hätte nur eine Frau, eine unbekannte heidnische Fürstin gehabt. Dies begründet er damit, dass eine solch wichtige Heirat mit einer ruthenischen Prinzessin wie Jewna in zeitgenössischen Quellen eigentlich hätte vermerkt werden müssen.
Die Chronik von Bychowiec berichtet, dass die Brüder Algirdas und Kęstutis mit dem von Gediminas bestimmten Nachfolger Großfürst Jaunutis unzufrieden waren und ihn nach Jewnas Tod stürzten. Angeblich soll nur Jewnas Einfluss als Großfürstinwitwe die beiden Brüder davon abgehalten haben, noch früher gegen den Großfürsten vorzugehen.
Ihr Widerstand hatte seine Ursache offensichtlich darin, dass Algirdas als älterer das Recht auf das Großfürstentum für sich beanspruchte.